# Nemesia angustata
Espèce
Nemesia angustata est une espèce d'araignées mygalomorphes de la famille des Nemesiidae.

## Distribution
Cette espèce est endémique d'Andalousie en Espagne,. Elle se rencontre vers Malaga.

## Description
La carapace du mâle holotype mesure 4,5 mm de long sur 3,75 mm.

## Publication originale
- Simon, 1873 : Aranéides nouveaux ou peu connus du midi de l'Europe. (2e mémoire). Mémoires de la Société royale des sciences de Liège, sér. 2, vol. 5, p. 187-351, réimprimé seul p. 1-174 (texte intégral).